# 麥戈爾鎮區 (愛荷華州漢考克縣)
麥戈爾鎮區（英語：Magor Township）是位於美國愛荷華州漢考克縣的一個行政鎮區。

## 地方資料
根據2010年美國人口普查的數據，麥戈爾鎮區的面積為93.54平方千米，當中陸地面積為93.54平方千米，而水域面積為0.00平方千米。當地共有人口450人，而人口密度為每平方千米4.81人。